# Citrato de amonio férrico
El Citrato de amonio férrico es una sal amónica del ácido cítrico.  No está autorizado su uso como aditivo alimentario en la Unión Europea.

## Propiedades
Se trata de un polvo de carácter parduzco, entre marrón y rojo, soluble en agua.

## Usos
Es una de las sustancias químicas que se usan en fotografía en la fórmula de la cianotipia. 
Se añade en  cantidad de 0,002% en la bebida refrescante que produce una empresa escocesa en su bebida Irn-Bru.